# Кингс Крос
Кингс Крос (на английски: King's Cross) е железопътна гара в Североизточен Лондон, близо до гара Сейнт Панкрас.
Построена е по повод на Голямото изложение по проект на Джон Търнбул и Люис Кюбит и е открита през 1852 г.
Сградата е с правоъгълна форма, а характерна черта на нейната архитектура като здание от нов тип е отсъствието на декорации, има само носещи конструкции. В строителството са използвани най-новите за времето материали: сводовете са от стъкло и метал, а фасадата е от железобетон.

## В литературата
В поредицата „Хари Потър“ от Дж. К. Роулинг се твърди, че между перони 9 и 10 се намира вълшебният перон 9¾, от който тръгва влакът за Хогуортс.
|  | Тази страница частично или изцяло представлява превод на страницата „Кингс-Кросс (станция, Лондон)“ в Уикипедия на руски. Оригиналният текст, както и този превод, са защитени от Лиценза „Криейтив Комънс – Признание – Споделяне на споделеното“, а за съдържание, създадено преди юни 2009 година – от Лиценза за свободна документация на ГНУ. Прегледайте историята на редакциите на оригиналната страница, както и на преводната страница, за да видите списъка на съавторите. ВАЖНО: Този шаблон се отнася единствено до авторските права върху съдържанието на статията. Добавянето му не отменя изискването да се посочват конкретни източници на твърденията, които да бъдат благонадеждни. |